# Lisa Schmidt
Lisa Schmidt, född 1979 i Stockholm, är en svensk poet och literaturvetare. 
2007 var Schmidt med och grundade bokförlaget Bladstaden och 2010 initierade hon barnboksutgivningen Bladslottet inom samma förlag. Hon disputerade 2018 på avhandlingen Radera – Tippex, tusch, tråd och andra poetiska tekniker (Göteborg: i litteraturvetenskap vid Göteborgs universitet.